# United Balls
United Balls is een Duitstalige band uit München, die in 1973 opgericht is en in het kader van de Neue Deutsche Welle bekend werd.

## Oprichting
De oorsprong van het combo lag in het midden van de jaren 70 in een schoolband bij het Gisela-gymnasium in München. De band noemde zich aanvankelijk Teen Quo Vadis, daarna U-Bahnschacht. Spoedig koos men de afkorting UBS, daarna ontstond het idee voor de Engelse naam United Balls.

## Carrière
Na hun eerste succesvolle live-optredens in de legendarische Rigan Club in Schwabing werd de band in 1981 door de vroegere muzikant Jörg Evers gecontracteerd, die het nummer Pogo in Togo produceerde. Het nummer scoorde een 24e plaats in de Duitse charts. Later volgden kleinere hits in Duitsland, Oostenrijk en Zwitserland. In 1993 verliet zanger en componist Harry Kulzer de band, de overgebleven leden probeerden het met Engelstalige gitaarpop. In 2005 keerde de band in de originele bezetting terug op het podium met een optreden in het Atomic Café in München. In mei 2011 stelden ze na 29 jaar weer een CD voor in de originele bezetting.
In de film Mia san dageng (2007) kwalificeerden United Balls zich als punkband.
De Sportfreunde Stiller en andere punkbands coverden het succesnummer Pogo in Togo. Als laatste coverden J.B.O. de song in 2009 en schreven deze om naar Dio in Rio.

## Trivia
Zanger en gitarist Horst Lindhofer studeerde biologie en richtte na zijn promotie de firma Trion Pharma op, die samen met Fresenius Biotech als eerste Duitse biotechfirma een recombinant antilichaam voor toelating en marktrijpheid bracht.

## Discografie

### Albums
- 1981: Pogo in Togo
- 1982: Lieder fremder Völker
- 1986: Hobo
- 1996: United Balls singen und spielen ihre schönsten Melodien
- 2011: Maybe tomorrow but better tonight

### Singles
- Seemann
- Pogo in Togo
- Ein Lied geht um die Welt
- Gänseblümchen